# Фролов Павло Валерійович
Павло Валерійович Фролов (1 вересня 1976 , Кривий Ріг, Дніпропетровська область ) — головний консультант Апарату Верховної Ради України. Народний депутат України IX скл відпровладної партії Слуга народу.

## Життєпис
Закінчив Київський економічний університет (спеціальність «Фінанси та кредит»), юридичний факультет Академії адвокатури України.
Працював начальником самостійного Відділу забезпечення взаємодії з Верховною Радою України та координації законотворчої роботи Державного комітету природних ресурсів України, помічником-консультантом народного депутата України (Апарат Верховної Ради України), заступником завідувача секретаріату депутатської фракції, головним консультантом секретаріату Спеціальної контрольної комісії з питань приватизації.
Кандидат у народні депутати від партії «Слуга народу» на парламентських виборах 2019 року, № 126 у списку. На час виборів: головний консультант Апарату ВРУ, безпартійний.
Член Комітету ВРУ з питань Регламенту, депутатської етики та організації роботи Верховної Ради України, голова підкомітету з питань Регламенту ВРК, член Постійної делегації у Парламентській асамблеї Організації з безпеки та співробітництва в Європі. Член груп з міжпарламентських зв'язків з Італією, КНР, Індією.
22 Липня 2025 року проголосував за проєкт закону 12414, що обмежує Національне антикорупційне бюро України та Спеціалізовану антикорупційну прокуратуру. Закон викликав хвилю антикорупційних протестів.